# Власьевская церковь (Вологда)
Церковь Власия, епископа Севастийского — православный храм в Вологде на улице Челюскинцев (ранее Власьевская). Храм в честь Власия Севастийского является объектом культурного наследия регионального значения. С 2015 года храм восстанавливается, создан и работает православный приход.

## История храма
Первая Власьевская церковь, деревянная, появилась в Обуховской слободе Вологды в XVI—XVII веках. Кирпичное сооружение возвели в первой четверти XVIII века, чаще всего краеведческие источники называют 1714 год.
В этом храме обряд крещения прошёл Николай Матвеевич Рынин — вологодский юродивый, местночтимый святой, канонизированый Русской Православной церковью в 1988 году под именем Николая Вологодского.

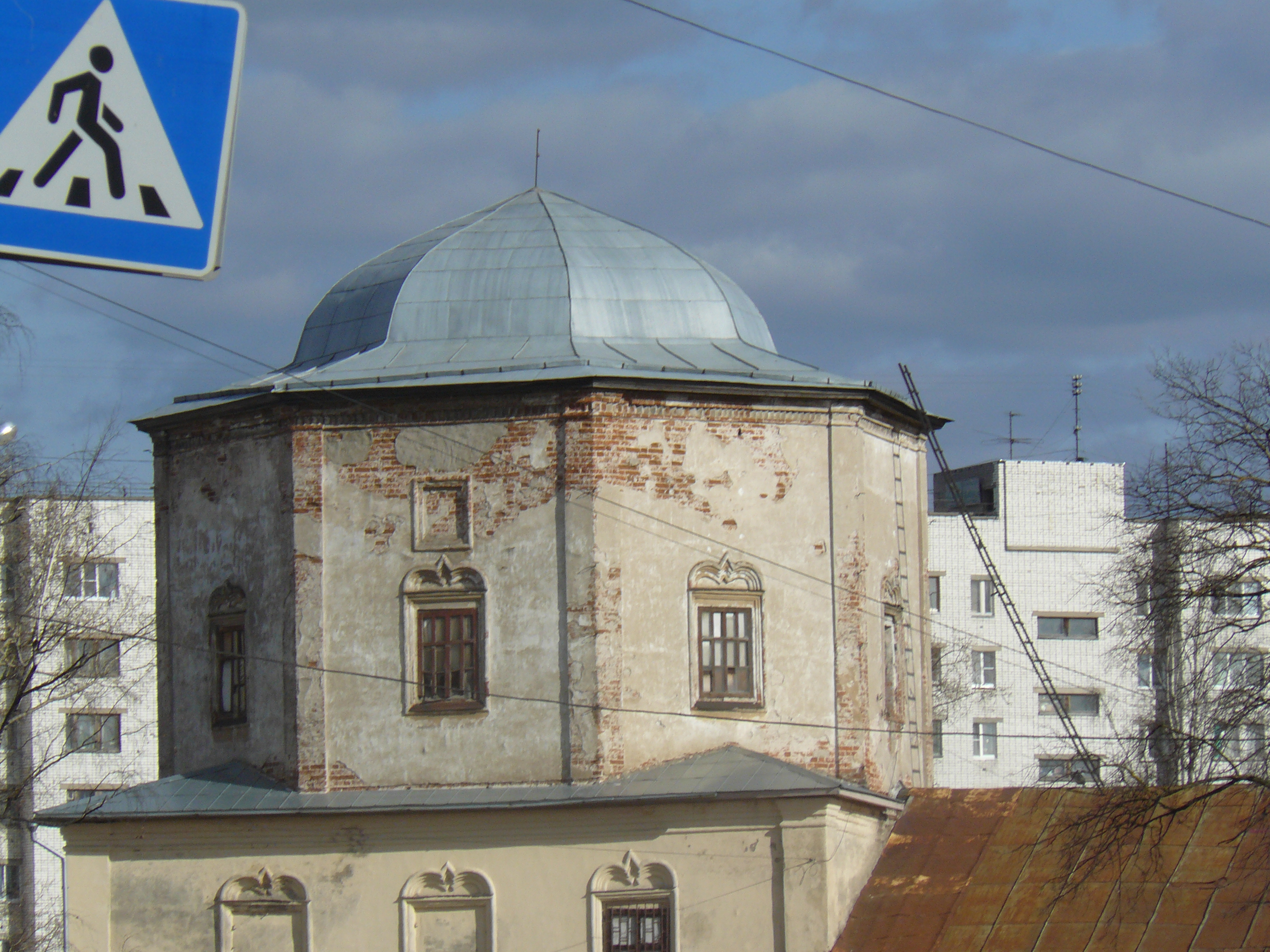
Купол церкви

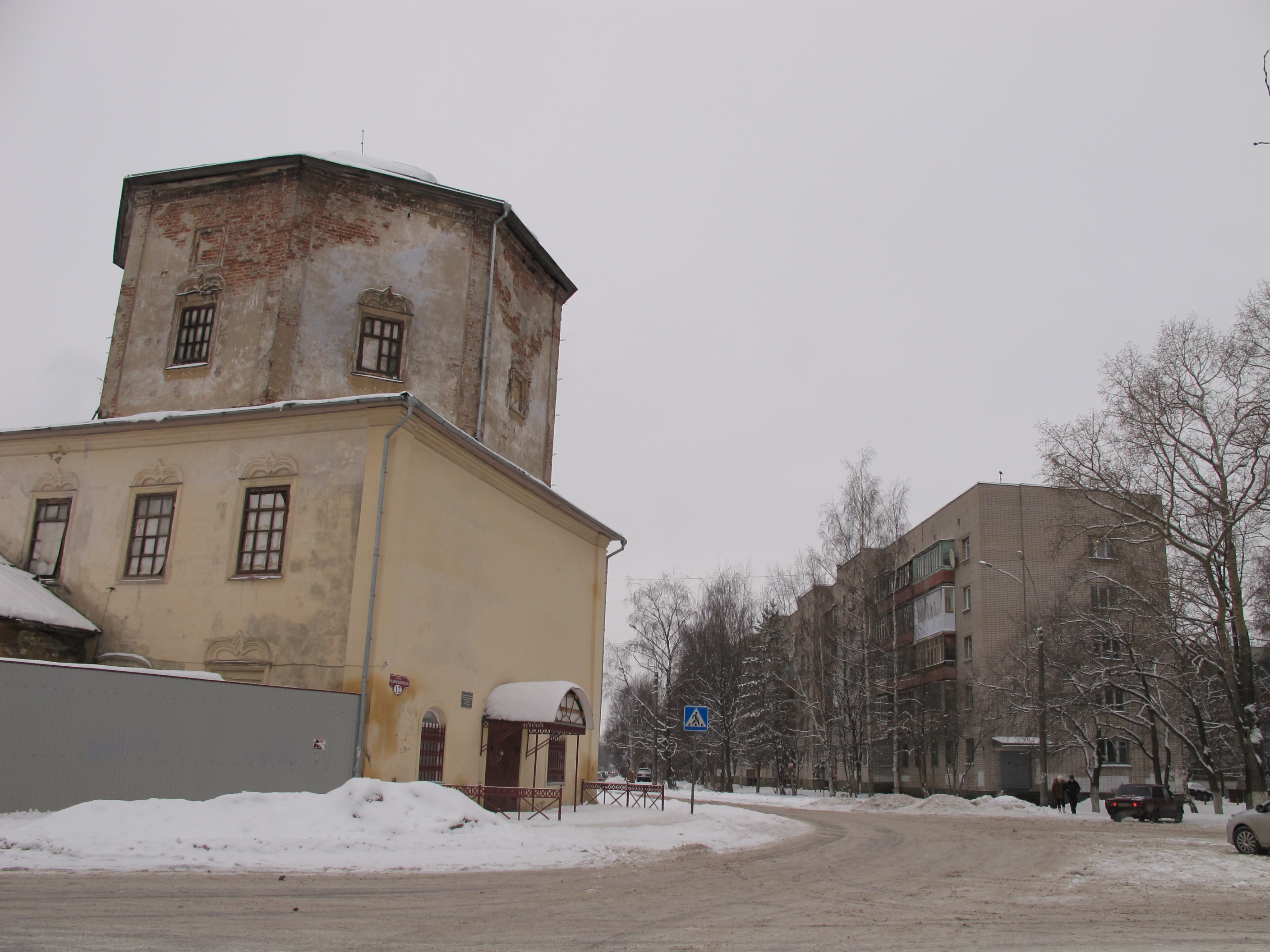
Вид с улицы

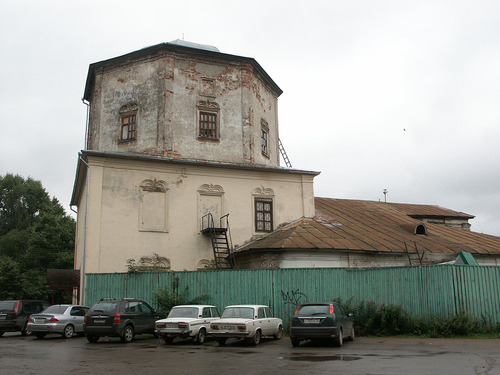
Власьевская церковь

В начале XIX века приход данной вологодской церкви был одним из самых больших в городе. В 1818 году насчитывалось 600 человек прихожан.
Храм был закрыт для богослужения в советский период, 16 июля 1929 года. Община была присоединена к Николо-Глинковской. В здании церкви были сооружены мельница и хлебозавод. Колокольня была уничтожена, глава и алтарная часть были разобраны. Внутри сооружения была проведена перепланировка, возведены новые этажи и полуэтажи.

## Архитектура храма
Кирпичное здание типа восьмерик на четверике с обширной богатой трапезной было выстроено в первой четверти XVIII века.
Архитектурный ансамбль Власьевской церкви отражал заключительный этап распространения русского стиля, который уступал новому — барокко. В храме располагалось четыре престола: Никольский, Симеоновский, Алексиевский и Донской Божией Матери. Сооружение включало в себя холодное и теплое отделения. В 1897 году две части церкви были соединены аркой. Сильно выраженная трапезная выделялась по бокам храма и имела две боковые главки.
Здание церкви имело колокольню, которая была выдержана в классическом стиле и, очевидно, возведена уже позже. Основываясь на архивных сведениях и «Известия= Императорской Археологической комиссии» 1915 года, колокольня была построена в 1888 году. До перестройки храм имел шатровый тип, а после стал столпообразным, стройным, состоящим из ряда восьмигранников с высоким шпилем.

## Храм сегодня
8 октября 1991 года решением исполкома Вологодского областного совета народных депутатов "Церковь Власьевская, начало XVIII в." была поставлена на государственную охрану в качестве объекта культурного наследия регионального значения.
Власьевская церковь требует проведения ремонтно-реставрационных работ. До 2015 года в здании церкви располагался объект розничной торговли, который был закрыт в 2015 году по убедительной просьбе коллектива вологодских писателей. Некоторое время в строении размещались складские и офисные помещения.
27 августа 2015 года митрополит Вологодский и Кирилловский Игнатий своим указом создал приход вологодского храма священномученика Власия, епископа Севастийского в городе Вологде. Назначен и настоятель храма — священник Николай Толстиков.
С 21 декабря 2018 года настоятелем Власьевского прихода назначен священник Тимофей Левчук.
9 апреля 2019 года митрополитом Вологодским и Кирилловским Игнатием храму была передана частица мощей священномученика Власия, епископа Севастийского.
29 декабря 2019 года над куполом храма был установлен православный крест.